# Maria Pia Quintavalla
Maria Pia Quintavalla (Parma, 2 settembre 1952) è una poetessa e scrittrice italiana.

## Biografia
Maria Pia Quintavalla nasce a Parma e dal 1983 vive e lavora a Milano. Poetessa e narratrice, si occupa anche di critica letteraria e collabora con l'Università Statale di Milano. Si è laureata in Pedagogia al Magistero di Parma.
È autrice di numerosi volumi di poesia. Cura laboratori sulla lingua italiana presso l'Università Statale degli Studi di Milano. 
Alla Casa della cultura, a Milano Book City, alla Casa della poesia (Formentini e Alda Merini) e a Palazzo Marino, nel trentennale, ha curato le rubriche della rassegna nazionale "Donne in poesia".(Le Silenziose, Muse, Autori Resurrezioni, Scrivere al buio, Essere autrici /essere curatrici), Stati generali di Donne in poesia, novembre 2019 a Palazzo Sormani
A Parma ha curato la rassegna "Coppie del Novecento in poesia", presso Biblioteca Palatina Parma, aprile - maggio 2018.
I suoi testi sono tradotti in diverse lingue: inglese, rumeno, serbo-croato, spagnolo, francese e tedesco.

## Riconoscimenti
- 1990 e 2005 – Premio “Città San Vito al Tagliamento”[3] rispettivamente per Lettere giovani e Album feriale.
- 1990 – Premio Letterario “Tropea”[4] per Lettere giovani.
- 1991 – Premio Letterario Nazionale “Cittadella”[5] e Premio Mondiale di Poesia “Nosside”, primo premio, entrambi per il libro Lettere giovani.
- 1996 – Finalista in due premi, entrambi con Le Moradas: al Premio di poesia Lorenzo Montano[6] ed al Premio Letterario “Città di Piombino”[7].
- 2000 – Premio Nazionale di Poesia “Contini Bonacossi”[8], Premio Alghero Donna[9], Premio “Achille Marazza” Borgomanero[10], Premio Nosside “Gold winners”[11] e finalista nella cinquina del Premio Viareggio[12] tutti per il libro Estranea (canzone)
- 2000 – Cinquina del Premio Viareggio, con Estranea canzone
- 2001 – Finalista in due premi: il Premio: “Dario Bellezza”[6] ed il Premio di poesia Lorenzo Montano[2].
- 2006 – Premio di poesia Lorenzo Montano[13].
- 2010 – Premio Nazionale di Poesia “Astrolabio”[14] per China. Breve storia di Gina tra città e pianura.
- 2011 – Finalista sia al Premio Letterario “Metauro-Urbania”[15]
- 2011 – Finalista nella cinquina del Premio Viareggio[16] entrambi con il libro China. Breve storia di Gina tra città e pianura
- 2017 – Europa in versi, Como, 2017, Poesia inedita
- 2016 – Città di Como, Poesia inedita
- 2019 – Menzione speciale Premio di Poesia Paolo Prestigiacomo (VII edizione) con Quinta vez[17]
- 2019 – Europa in versi, primo premio ex aequo, con I Compianti
- 2019 – Lorenzo Montano, Primo premio narrativa in edita con Augusta, ultimo atto

## Opere
- Cantare semplice (Tam Tam, Mulino di Bazzano, 1984)
- Lettere giovani (Campanotto Editore, Pasian di Prato 1990)
- II Cantare (Campanotto Editore, Pasian di Prato 1991)
- Le Moradas (Empiria, Roma 1996)
- Estranea (canzone) (Piero Manni, San Cesario di Lecce 2000) con prefazione di Andrea Zanzotto
- Corpus solum (Archivi del ‘900, Milano 2002)
- Canzone, Una poesia (Pulcinoelefante, Osnago 2002 e 2005)
- Napoletana (Copertine di M.me Webb, Domodossola 2003)
- Le nubi sopra Parma (Battei, Parma 2004)
- Album feriale (Rosellina Archinto, Milano 2005)
- Selected poems (Gradiva, New York 2008)
- China. Breve storia di Gina tra città e pianura (Edizioni Effigie, Milano 2010).
- I Compianti (Edizioni Effigie, Milano 2013)
- Vitae, (La Vita felice, 2017)
- Quinta vez ,(Stampa2009) 2018
- Estranea (canzone), ristampa riveduta, (Puntoacapo 2022)

Poesie in antologia
- Quando i paesi dormono როცა ქვეყნებს სძინავთ, 7 poete georgiane e 7 italiane per risvegliare le coscienze - 7 ქართველი და 7 იტალიელი პოეტი ქალი სიფხიზლისთვის", a cura di Nunu Geladze (con poesie di Antonella Anedda, Noemi De Lisi, Rosaria Lo Russo, Rita Pacilio, Anita Piscazzi, Maria Pia Quintavalla, Francesca Serragnoli, Manon Buliskeria, Ela Gochiashvili, Kato Javakhishvili, Eka Kevanishvili, Maia Sarishvili, Eter Tataraidze, Mariam Tsiklauri (Editore La Vita Felice, 2019)